# Легенда о Зороу
Легенда о Зороу је филм из 2005. који је режирао Мартин Кембел. Главне улоге играју: Антонио Бандерас, Кетрин Зита-Џоунс и Руфус Суел.

## Радња
Прошло је десет година од завршетка првог филма. Алехандро Муријета, који себе сада назива Дон Алехандро де ла Вега, наставља да се бори против криминала као Зоро и ужива подршку и љубав људи, укључујући гувернера Бенета Рајлија. Он и његова супруга Елена имају сина, коме је дао име у знак сећања на свог убијеног брата Хоакина, а који није свестан очевих тајни и диви се његовом алтер егу више него обичном човеку.
Калифорнија гласа за придруживање САД, али неки насилници краду кутију гласова. Зоро успева да их заустави, али током битке, један од разбојника, Џејкоб Мекгивенс, успева да му скине маску. Брзо правећи нову од комада своје кошуље, Алехандро односи гласове гувернеру и враћа се кући. Међутим, не примећује да су двојица детектива из агенције Пинкертон успели да виде његово лице. Код куће, Елена говори Алехандру да је већ помало уморна од његових активности као Зоро и да би волела да живи обичним мирним животом. После неког времена код ње долазе агенти на разговор, а убрзо она шаље Алехандру папире за развод.
Пролазе три месеца. Алехандро се тешко растаје од Елене и осећа да он људима више није потребан као Зоро. Његов старатељ и помоћник, отац Фелеп, наговара га да присуствује богатом пријему чувеног винара грофа Армана. На пријему, Алехандро је шокиран када види да гроф излази са Еленом, јер. дивио јој се чак и за време њеног боравка у Европи. Напуштајући пријем, Алехандро примећује експлозију у близини Арманове куће, након чега почиње да се понаша сумњичаво према њему.
Мекгивенс организује напад на кућу Гиљерма Кортеза, Алехандровог пријатеља, како би му одузео рачун за продају земље. Алехандро, као Зоро, стиже на лице места и успева да спасе Гиљермову жену и децу, али не и папире и себе. Након што је пратио Мекгивенса до Армандовог имања, Зоро сазнаје да Арманд жели да изгради пругу на земљи Кортеса. Чувши за испоруку у пећину, Зоро путује тамо и открива Хоакина, који се искрао са школског излета да шпијунира Мекгивенса. Као резултат тога, Зоро је приморан да одступи да би спасио сина, али ипак открива да су у мистериозним кутијама са латиничним натписом Орбус Унум (Један свет) били само комади сапуна. Касније о овој фрази разговара са оцем Фелипеом и као резултат сазнаје да је Арманд вођа заједнице Витезова Арагона, тајних вођа Европе. Они сматрају Сједињене Државе претњом њиховој моћи и стога намеравају да их униште. Међутим, остаје нејасно зашто им је за ово потребан сапун.
Следећег дана агенти Пинкертона хапсе и затварају Алехандра и откривају му суштину ствари: они већ дуго јуре Армана, али пошто Калифорнија још није држава, немају законска овлашћења да претражују његову земљу. . Тако су у целу ствар увукли Елену, уцењујући је Зоровом тајном (и развод је био део тога). На Алехандрово питање зашто га једноставно нису замолили да им помогне, они одговарају да Зоро сматрају реликтом прошлости, чији је костим одавно закаснио за музеј. Убрзо Алехандро примећује Хоакина са прозора његове ћелије и помаже оцу да изађе. У међувремену, Мекгивенс долази у цркву оца Фелепеа тражећи Зороа, али га не налази, па пуца у груди свештеника.
Зоро се поново ушуња на Армандово имање и тамо упознаје Елену. Заједно се боре против грофових плаћеника, након чега се сређују и поново окупљају. Затим се ушуњају на састанак савета Витезова Арагона и откривају њихов план: сапун је коришћен као састојак за нитроглицерин, који витезови намеравају да продају Конфедератима као оружје за уништавање Уније. Зоро шаље Елену назад у вилу, а он одлучује да разнесе нитроглицерински воз и тиме осујети Арманов план у корену. Међутим, грофови људи проналазе агенте и убијају их, откривајући Арманду истину о Елениној превари, а такође хватају Хоакина, који је такође отишао на имање како би убедио његову мајку да се не удаје за Армана (претходно је видео како је прихватила његов предлог). Арманд одлучује да обојицу поведе са собом у експлозивни воз као таоце, а Зоро је приморан да одустане од свог плана са експлозијом. Мекгивенс га хвата и јавно му скида маску, откривајући задивљеном Хоакину, чији је син био све ово време. Арманд одводи дечака и Елену, док Мекгивенс остаје да погуби Алехандра. Међутим, спасава га Фелепе, који је преживео хитац захваљујући свом челичном распећу. Заједно убијају Мекгивенса, након чега Алехандро одлази по воз.
Почиње последња битка. Алехандро се бори са Арманом, а Елена убија његовог батлера бацивши га, заједно са флашом нитроглицерина, право пред ноге Конфедератима. Она испраћа Хоакина, ставља га у последња кола и одмах га откачи, али дечак тамо проналази очевог коња Торнада и јаше напред на њему. Воз иде право на перон за потписивање синдиката, али Хоакин и Торнадо успевају да пребаце скретницу, а воз иде у супротном правцу, а да никоме не нанесе штету. Зоро везује Арманда за предњи део локомотиве и скаче из воза са Еленом. Услед судара воза са препреком, све боце нитроглицерина падају и цела локомотива експлодира. Гувернер коначно потписује споразум о придруживању Сједињеним Државама, а Зоро је присутан у исто време као званични сведок.
Алехандро се извињава Хоакину због своје преваре, признајући да је Зорова тајна породична тајна. Алехандро и Елена се поново венчавају, након чега он одлази на нови подвиг.

## Улоге
| Глумац             | Улога                                  |
| ------------------ | -------------------------------------- |
| Антонио Бандерас   | Дон Алехандро де ла Вега Муријета/Зоро |
| Кетрин Зита-Џоунс  | Елена де ла Вега                       |
| Руфус Суел         | гроф Арманд                            |
| Ник Чинлунд        | Џејкоб Макгивенс                       |
| Хулио Оскар Мечосо | отац Фелипе                            |
| Лио Берместер      | пуковник Боуригард                     |
| Тони Амендола      | отац Кинтеро                           |
| Педро Армендариз   | гувернер Рајли                         |
| Адријан Алонсо     | Хоакин де ла Вега                      |